# 3619-es mellékút (Magyarország)
A 3619-es számú mellékút egy valamivel több, mint 7 kilométeres hosszúságú, négy számjegyű mellékút Borsod-Abaúj-Zemplén vármegye déli részén; Tokajt köti össze Taktabájjal.

## Nyomvonala
A 38-as főútból ágazik ki, annak az 5+350-es kilométerszelvénye közelében, Tokaj és Tarcal határvonalán, délnyugat felé. Tokajt ennél jobban nem is érinti, első kilométerein Tarcal külterületei között húzódik. 4,3 kilométer megtétele után eléri Tarcal, Csobaj és Taktabáj hármashatárát, ott nyugatnak fordul és egy darabig e két utóbbi község határvonalát követi. Nagyjából 6,3 kilométer után ér teljesen taktabáji területre, a falu belterületének keleti szélét pedig kevéssel a 7. kilométere előtt éri el. Alkotmány utca néven ér véget a település központjában, beletorkollva a 3621-es útba, annak a 16+150-es kilométerszelvénye közelében.
Teljes hossza, az országos közutak térképes nyilvántartását szolgáló kira.kozut.hu adatbázisa szerint 7,160 kilométer.

## Települések az út mentén
- (Tokaj)
- (Tarcal)
- (Csobaj)
- Taktabáj